# Мойо дела Чивитела
Мо̀йо дела Чивитѐла (на италиански: Moio della Civitella) е село и община в Южна Италия, провинция Салерно, регион Кампания. Разположено е на 515 m надморска височина. Населението на общината е 1927 души (към 2010 г.).